# 鲍文奎
鲍文奎（1916年5月8日—1995年9月15日），男，浙江宁波人，中国作物遗传育种学家，中国植物多倍体遗传育种（如八倍体小黑麦）研究的创始人，中国科学院院士。

## 生平
1916年5月8日，生于浙江省宁波市鄞县。1935年考入国立中央大学农学院农艺系。1939年，毕业任四川省农业改进所麦作股技佐、技士。1942年参加李先闻领导的细胞遗传研究。1945年，兼任四川大学农学院农艺系和华西协合大学理学院农艺系讲师。1947年夏赴美国加州理工学院生物系，进行链孢霉菌的生物化学遗传研究。1950年6月，获加州理工学院博士学位并回国。
归国后，任中国农业科学院作物所研究员、副所长，北京农业大学（现中国农业大学）农学系教授。

## 社会兼职
中国植物学会常务理事、中国遗传学会常务理事、国际小黑麦协会副主席，第五、六届全国人大代表。

## 著述
- 《禾谷类作物的同源多倍体和双二倍体》（专著）
- 《中国的八倍体小黑麦》（论文）
- 《小麦矮生性的遗传》（论文）
- 《关于五倍体小麦杂种的遗传评论》（论文）
- 《普通小麦的减数不配对基因》（论文）